# Kapitelkreuz

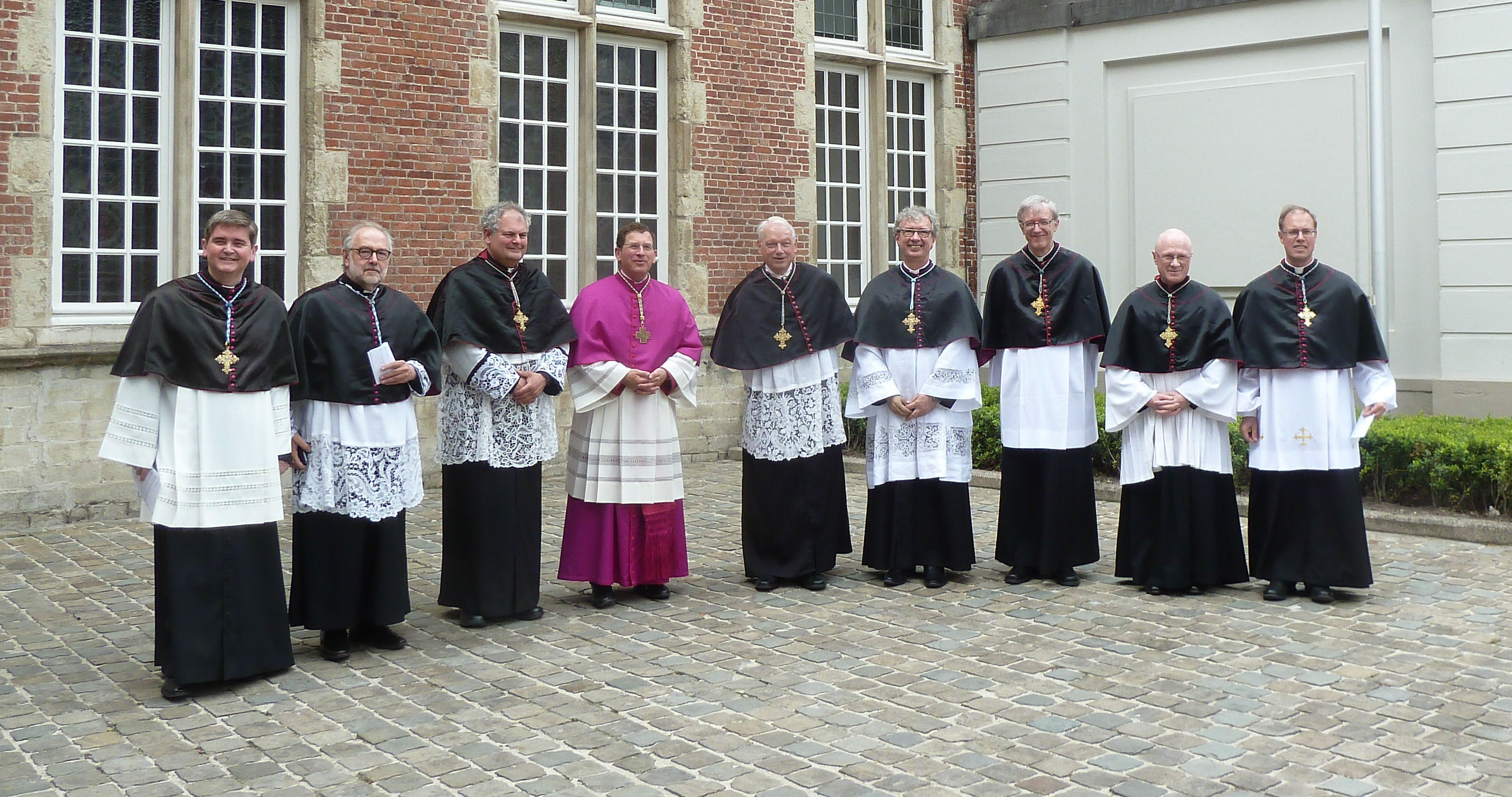
Domkapitel von Brügge mit Kapitelkreuzen (2019)

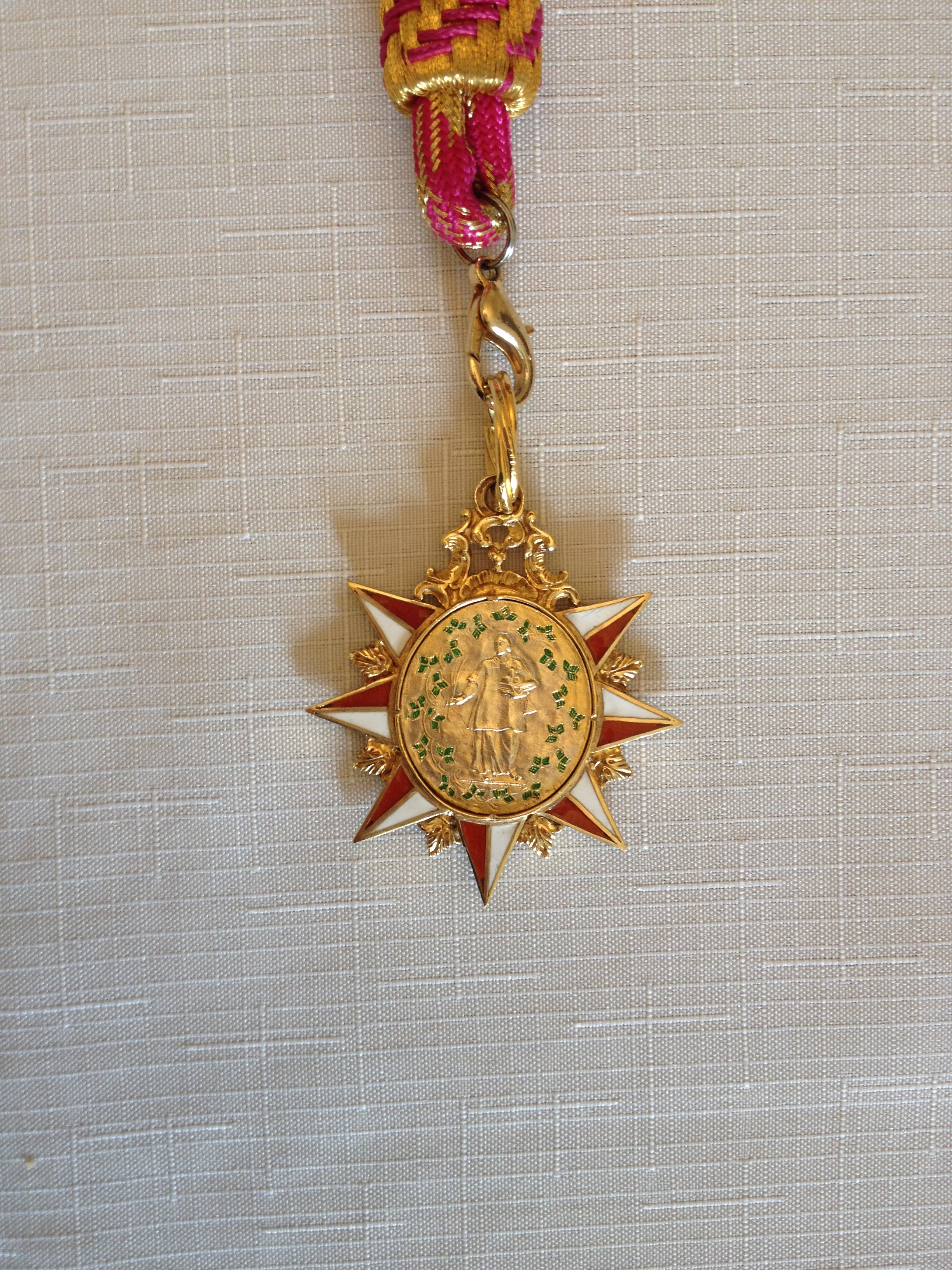
Domkapitelszeichen des Kapitels der Kathedrale St. Stephan (Leitmeritz)

Ein Kapitelkreuz (teilweise auch mit Fugen-s Kapitelskreuz oder nach der Funktion Domkapitelszeichen) ist das von Kanonikern eines Domkapitels als Standesinsignie getragene Kreuz. Manche Dom- und Stiftskapitel besitzen auch eigene Vortragekreuze für die Kapitelsmessen, die ebenfalls Kapitelkreuz genannt werden.

## Stiftung und Vergabe
Über die Stiftung der Kapitelkreuze ist wenig bekannt. Es ist davon auszugehen, dass viele der Kapitelkreuze nicht im ordensrechtlichen Sinne gestiftet wurden. Das Mainzer Kapitelkreuz beispielsweise wurde jedoch 1829 durch den damals regierenden Herrscher, Großherzog Ludwig I., gestiftet, woran bis heute seine Initialen auf dem Kreuz erinnert.
Das Kapitelkreuz wird dem neu zu ernennenden Domkapitular (manchmal mit dem entsprechend andersfarbigen Birett) zu seiner Ernennung überreicht. Dies kann während einer Privatmesse mit den Mitgliedern des Domkapitels, einem Pontifikalamt oder in anderer Form geschehen. Eventuell wird bei einer erneuten Ernennung zum Domkapitular in derselben Diözese das Kapitelkreuz erneut überreicht.
In einigen Fällen ist das Kapitelkreuz nach dem Tod des Trägers rückgabepflichtig.

## Verwendung
Das Kreuz wird zur Chorkleidung getragen. 
Getragen wird das Kapitelkreuz ferner v. a. dann, wenn Mitglieder des Domkapitels gemeinsam an einer Messe teilnehmen. 

## Gestaltung
Die Gestaltung und Trageweise sind von Domkapitel zu Domkapitel unterschiedlich und orientieren sich an der zivilen Trageweise eines Halsordens bzw. einer Collane. Oft weist es in seiner Gestaltung auch regionale Bezüge auf. So ist das Band des Kapitelkreuzes der Diözese Rottenburg-Stuttgart in den württembergischen Farben Schwarz-Rot gehalten und das Würzburger Kapitelkreuz zeigt die Heiligen Andreas und Kilian (Andreas war bis 1967 der Dompatron des Würzburger Doms, Kilian ist der sog. „Frankenapostel“). Das Mainzer Kapitelkreuz wird gar an einer hessischen Krone getragen.

## Kapitelkreuz und Ordenszeichen

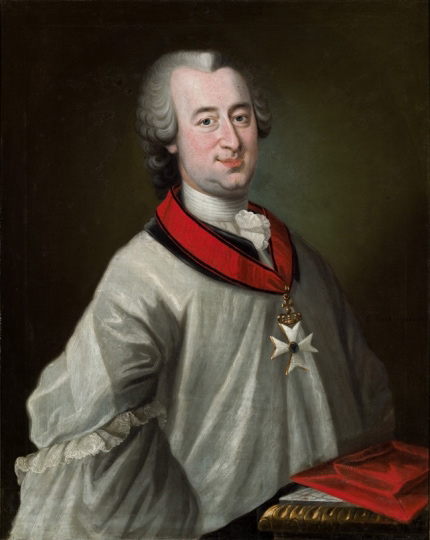
Ernst Ludwig von Spiegel als Domherr mit dem Halberstädter St. Stephansorden

Obgleich das Kapitelkreuz Ähnlichkeit zu einem Orden aufweist bzw. in Gestaltung und Trageweise einem Halsorden oder einer Collane oft quasi gleichkommt, handelt es sich im fachlich engeren Sinne nicht immer um einen solchen. In einzelnen Fällen handelt es sich jedoch um einen solchen. So erhielt das am 13. Februar 1754 vom preußischen König gestiftete Halberstädter Kapitelskreuz den Namen „St. Stephansorden“. Dies ist auch ein besonderes Beispiel für von protestantischen Geistlichen getragene Kapitelkreuze.